# Piz Foraz
Piz Foraz är en bergstopp i Schweiz.   Den ligger i regionen Engiadina Bassa/Val Müstair och kantonen Graubünden, i den östra delen av landet, 220 km öster om huvudstaden Bern. Toppen på Piz Foraz är 3 093 meter över havet, eller 249 meter över den omgivande terrängen. Bredden vid basen är 1,7 km.
Terrängen runt Piz Foraz är bergig åt nordost, men åt sydväst är den kuperad. Runt Piz Foraz är det glesbefolkat, med 10 invånare per kvadratkilometer.. Närmaste större samhälle är Scuol, 12,0 km norr om Piz Foraz. 
Trakten runt Piz Foraz består i huvudsak av gräsmarker.